# Adams County, Indiana
Adams County är ett county i delstaten Indiana, USA. År 2010 hade countyt ungefär 34 387 invånare. Den administrativa huvudorten (county seat) är Decatur. 

## Geografi
Enligt United States Census Bureau har countyt en total area på 880 km². 879 km² av den arean är land och 1 km² är vatten. 

### Angränsande countyn
- Allen County - nord
- Van Wert County, Ohio - nordost
- Mercer County, Ohio - sydost
- Jay County - syd
- Wells County - väst